# Нерадновци
46° 50′ 23″ N 16° 11′ 41″ E / 46.83972° С; 16.19472° И
Нерадновци (словен. Neradnovci, мађ. Nádorfa) су насељено место у словеначкој општини Горњи Петровци у покрајини Прекомурје која припада Помурској регији, на 97,55 км од главног града Словеније Љубљане

## Географија
Насеље обухвата површину од 4,07 км², на надморској висини од 290,3 метра. Протеже се дуж потока Мала Крка испод гребена преко којег иде државна граница Словенија — Мађарска. Према попису из 2011. у насељу је живело 138 становника. Становништво се претежно бави пољопривредом.
Нерадновци су у околини познати по делу насеља званог Ленарчичев Млин, на којем је 2000. године општина Горњи Петровци направила мало језеро, дечје игралиште, простор за пикнике и разна дешавања. Ленарчичев Млин је веома популаран за многобројне бициклисте.
У насељу постоји ватрогасно друштво, спортско друштво и актив жена Нерадновци. Поред ватрогасног дома постоји и фудбалско игралиште СД Нерадновци.

## Референца
1. ↑  Попис становништва 2002, www.stat.si
2. ↑  Сајт Општине Горњи Петровци